# Umberto Colombo
Umberto Colombo (Livorno, 20 dicembre 1927 – Roma, 13 maggio 2006) è stato un chimico, dirigente d'azienda e politico italiano.
Fu Ministro dell'università e della ricerca scientifica e tecnologica nel governo Ciampi.

## Biografia
Nel dopoguerra aderì al Partito d'Azione, di cui fu uno dei più giovani iscritti nella sezione livornese fondata da Carlo Azeglio Ciampi. Laureato in Chimica fisica a Pavia nel 1950, divenne esperto di energia e ambiente lavorando presso l'istituto di ricerche "G. Donegani" (1954-1970). Fu docente di Chimica applicata nella Facoltà di Ingegneria dell'Università degli Studi di Genova (1965-1972), per poi essere chiamato alla Montedison (1971) che lascia nel 1978 come Direttore generale della Divisione Ricerca e sviluppo.
Nel corso della sua carriera ha ricoperto la presidenza dei seguenti enti, aziende e istituzioni:
- Comitato per la politica scientifica e tecnologica dell'OCSE (1971 - 1975)
- CNEN (1979-1982)
- Eni (1982-1983)
- ENEA (1983-1993)
- Advisor Committee on Science and Technology of Development delle Nazioni Unite (1984 - 1986)
- Fondazione europea per la scienza, di Strasburgo (1991-1993).

È stato anche componente del Consiglio nazionale dell'economia e del lavoro.
È stato autore di oltre duecento lavori scientifici su risorse materiali ed energetiche, geochimica e scienza dei materiali, di politica scientifica e tecnologica.
Fu chiamato nel maggio 1993 come tecnico per il ruolo di Ministro dell'università e della ricerca scientifica e tecnologica nel governo Ciampi, restando in carica fino al maggio 1994.
L'archivio personale di Umberto Colombo è custodito e consultabile presso l'ISEC.

### Affiliazioni accademiche
È stato membro delle seguenti accademie:
- Accademia nazionale dei Lincei (dal 1974)
- Accademia nazionale delle scienze
- Accademia economico-agraria dei Georgofili
- Academia Europæa
- Académie européenne des sciences, des arts et des lettres
- Accademie di ingegneria della Gran Bretagna, della Svezia, della Svizzera, degli Stati Uniti e del Giappone
- New York Academy of Sciences.
- Accademia delle arti del disegno, nella classe di discipline umanistiche e scienze.

## Onorificenze

### Riconoscimenti
È stato insignito di tre lauree honoris causa:
- dottorato in scienze - Università di Madras (1991)
- dottorato in ingegneria - Università Mendeleyev di Mosca (1994)
- ingegneria chimica - Università di Genova (1999)

Per i suoi studi scientifici gli sono stati assegnati:
- Premio Conrad Schlumberger (1958)
- Premio Roncaglia Mari (1977)
- Premio Honda per l'ecotecnologia (1984)
- Medaglia Giulio Natta della Società chimica italiana (1991)
- Premio internazionale per la scienza e la tecnologia della Repubblica Popolare Cinese (2000)

## Opere
Colombo è stato autore di oltre duecento lavori scientifici, coautore ed editore di volumi su risorse materiali ed energetiche, geochimica e scienza dei materiali, di politica scientifica e tecnologica.
- Formulation of Research Policies (1967)
- Chemical and Mechanical Behavior of Inorganic Materials (1970)
- Science, Growth and Society (1971)
- The Science of Materials used in Advanced Technology (1973)
- Electronic Materials (1974)
- Scienza dei materiali (1974)
- Stato solido, atomi e legami (1975)
- Energy R & D (1975)
- Oltre l'età dello spreco (1976)
- WAES - Energy Global Prospects 1985 - 2000 (1977)
- Reducing Malnutrition in Developing Countries: Increasing Rice Production in South and South East Asia (1978)
- Il rapporto WAES-Italia: le alternative strategiche per una politica energetica (1978)
- In Favour of an Energy - Efficient Society (1979)
- A Low Energy Growth 2030 Scenario and the Perspectives for Western Europe (1979)
- La speranza tecnologica (1980)
- The European Community and Innovation. Opportunities, Constraints and Recommendations (1980)
- Future Coal Prospects (1980)
- Science and Future Choices (1980)
- Technical Change and Economic Policy - Science and Technology in the New Economic and Social Context (1980)
- Il secondo pianeta (1982)
- R, D&D to Promote European Industry. A Report to the Commission of the European Communities (1982)
- Review on the Innovation Policies in France - A Report to the OECD (1986)
- Scienza e tecnologia verso il XXI secolo (1988)
- The Review of ESPRIT 1984-1988 - A Report to the Commission of the European Communities (1989)
- The Framework Programme Evaluation Panel Report to the Commission of the European Communities (1989)
- Le frontiere della tecnologia (1990)
- Energia: storia e scenari (1996)
- Making progress happen through development, application and diffusion of information technologies (1997)
- 1996 Annual Monitoring Report on the Fourth Framework Programme and the Euratom Framework Programme (1997)
- 1999 Scientific Audit Report, Institute for Prospective Technological Studies, A Report to the Commission of the European Union (2000)